# Pierre Bardy (football)
Pour les articles homonymes, voir Pierre Bardy et Bardy.
Pierre Bardy, né le 27 août 1992 à Rodez, est un footballeur français, qui évolue au poste de défenseur central à l'Aviron bayonnais FC.

## Biographie
Pierre Bardy évolue depuis 2011 dans le club de sa ville natale, le Rodez AF. Il joue son premier match avec le club ruthénois le 20 août 2011, dans le cadre d'une victoire 1-0 lors la première journée de CFA face à l'US Colomiers.
Le 26 juillet 2019, il dispute son premier match en Ligue 2, lors de la réception de l'AJ Auxerre (victoire 2-0). Le 9 août, il inscrit son premier but en Ligue 2, celui de la victoire dans le temps additionnel face au Paris FC (2-1), en reprenant victorieusement de la tête un corner de Pierre Ruffaut (en). Le 13 décembre, il inscrit un doublé face au SM Caen et permet à son équipe de s'imposer 2-1.
Le 23 janvier 2021, il inscrit un nouveau doublé face à Caen, lors d'une victoire 2 buts à 1 en Normandie.

## Statistiques
| Saison                | Club                  | Championnat           | Championnat | Championnat | Championnat | Coupe nationale | Coupe nationale | Coupe nationale | Coupe de la Ligue | Coupe de la Ligue | Coupe de la Ligue | Total | Total | Total |
| Saison                | Club                  | Division              | M.          | B.          | P.d.        | M.              | B.              | P.d.            | M.                | B.                | P.d.              | M.    | B.    | P.d.  |
| 2011-2012             | Rodez AF              | CFA                   | 19          | 0           | 0           | 2               | 0               | 0               | -                 | -                 | -                 | 21    | 0     | 0     |
| 2012-2013             | Rodez AF              | CFA                   | 21          | 0           | 0           | 1               | 0               | 0               | -                 | -                 | -                 | 22    | 0     | 0     |
| 2013-2014             | Rodez AF              | CFA                   | 22          | 0           | 0           | 6               | 0               | 0               | -                 | -                 | -                 | 28    | 0     | 0     |
| 2014-2015             | Rodez AF              | CFA                   | 26          | 0           | 0           | 2               | 0               | 0               | -                 | -                 | -                 | 28    | 0     | 0     |
| 2015-2016             | Rodez AF              | CFA                   | 21          | 3           | 0           | 3               | 0               | 0               | -                 | -                 | -                 | 24    | 3     | 0     |
| 2016-2017             | Rodez AF              | CFA                   | 26          | 5           | 1           | 3               | 1               | 0               | -                 | -                 | -                 | 29    | 6     | 1     |
| 2017-2018             | Rodez AF              | National              | 26          | 0           | 0           | 2               | 0               | 0               | -                 | -                 | -                 | 28    | 0     | 0     |
| 2018-2019             | Rodez AF              | National              | 20          | 4           | 0           | 1               | 0               | 0               | -                 | -                 | -                 | 21    | 4     | 0     |
| 2019-2020             | Rodez AF              | Ligue 2               | 22          | 3           | 0           | 2               | 0               | 0               | 1                 | 0                 | 0                 | 25    | 3     | 0     |
| 2020-2021             | Rodez AF              | Ligue 2               | 27          | 2           | 1           | -               | -               | -               | -                 | -                 | -                 | 27    | 2     | 1     |
| Total sur la carrière | Total sur la carrière | Total sur la carrière | 230         | 17          | 2           | 22              | 0               | 0               | 1                 | 0                 | 0                 | 253   | 17    | 2     |

## Palmarès
Rodez AF
- Championnat de France National (1) :
  - Champion : 2018-19.

- Championnat de France CFA (Groupe D) (1) :
  - Champion : 2016-17.